# Jochem Uytdehaage
Jochem Uytdehaage, född 9 juli 1976 i Utrecht, Nederländerna, är en nederländsk före detta skridskoåkare.
I november 2001 klev han för första gången upp på prispallen. Då visste han inte att han två och en halv månad senare skulle vara den mest framgångsrika skridskoåkaren under olympiska vinterspelen 2002. Hans segerlopp på 10 000 m var det första loppet under 13 minuter. Han satte också världsrekord i 5 000 m under samma OS.
Hans rekord på 10 000 m stod sig i tre år tills Carl Verheijen och Chad Hedrick slog det på samma dag.
I december 2005, vid de nederländska OS-uttagningarna i Heerenveen, misslyckades Uytdehaage att kvalificera sig till olympiska vinterspelen 2006